# Starý jišuv v 19. století
„Starý jišuv“ v 19. století se vyvíjel pod vlivem zejména dvou faktorů: vojenských konfliktů Osmanské říše a s nimi souvisejícím rostoucím vlivem evropských mocností v Palestině a také stále zesilující přistěhovalectví aškenázských židů zejména z území Ruského impéria. V celém procesu vývoje „starého jišuvu“ v tomto období můžeme vysledovat několik opakujících se mechanismů a tendencí, přičemž celý tento proces se odehrával přinejmenším až do konce krymské války na pozadí začarovaného kruhu: Palestinu vyčerpávaly boje mezi kmenovými klany, a poskytovala proto jen malé výnosy, jež nestačily na pokrytí výdajů na armádu, která by učinila přítrž neustálým vzájemným střetům soukromých armád.
Stěžejní impuls pro vývoj palestinského židovstva představovaly války. Roku 1840 i 1856 vyhrála Osmanská říše jen díky vydatné pomoci mocností, zejména Velké Británie. Vědomí vlastní slabosti nutilo sultána usilovat o reformu své říše, což s sebou přinášelo mimo jiné také liberálnější postoj vůči židům. Evropské mocnosti navíc za svou vojenskou pomoc očekávaly nějakou odměnu a cítily se být oprávněny stále více intervenovat do vnitřních záležitostí Osmanské říše, přičemž vhodnou záminkou k takovým zásahům se stala deklarovaná ochrana minoritních skupin obyvatelstva. Tímto způsobem se do role ochránce židovské menšiny delegovala Velká Británie. Tuto pomoc přivítali především aškenázští přistěhovalci, kteří nepožívali stejných práv jako domorodí sefardští židé; ti o takovou ochranu příliš nestáli a využívali spíše jen zdravotnických a vzdělávacích aktivit britských misijních společností. Posledním z řady důležitých důsledků válek (konkrétně z let 1853–1856 a 1877–1878) představovalo přerušení toku finančních příspěvků od ruských židů, což nutilo „starý jišuv“ hledat alternativní způsoby získávání prostředků k obživě.
Druhým významným stimulem se pro „starý jišuv“ stala neustále se zrychlující imigrace aškenázských židů. Tento proces s sebou přinášel jednak růst židovské populace a zakládání nových židovských čtvrtí a osad, především však diferenciaci palestinského židovstva. Od počátku 40. let 19. století se v Palestině začala etablovat svébytná skupina Aškenázů, jež nakonec vytvářela svou vlastní organizační strukturu a odmítala se podřizovat autoritě nejvyššího sefardského rabína. Aškenázové přitom šikovně využívali ochotné pomoci konzulů, pro než spor mezi sefardskými a aškenázskými židy představoval další příležitost, jak zasahovat do osmanských záležitostí.

## Liberalizace v egyptském stylu (1800–1840)

### Palestina na počátku 19. století
Po porážce prvního i druhého židovského povstání proti římské nadvládě v prvních dvou staletích našeho letopočtu většina židovstva Palestinu opustila. Hrstka židů však v „Zemi zaslíbené“ přes všechny obtíže setrvala a židovské osídlení této oblasti, tzv. jišuv, nebylo zcela zničeno ani za křižáckých válek ani vpádem Mamlúků. Útoky armád v průběhu staletí však měly za následek vylidnění rozsáhlých oblastí a pustnutí země.

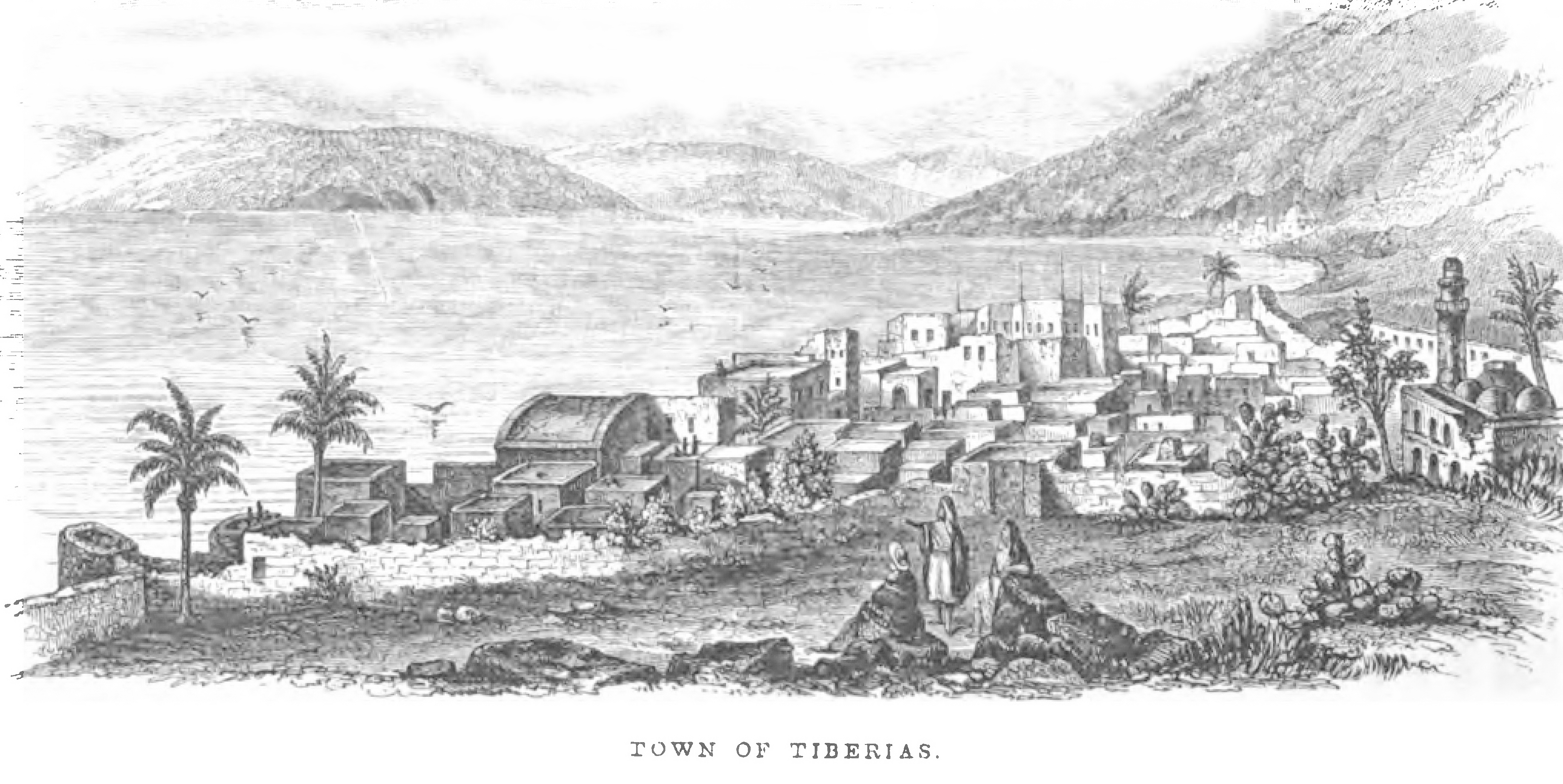
Tiberias (okolo roku 1849)

Obsazení Palestiny Osmany roku 1516 vedlo k dočasné stabilizaci. Osmanská správa přinesla bezpečnost, podporovala opravu zavlažování a nadregionální obchod, což vedlo k nárůstu obyvatelstva. Daně byly od konce 16. století vybírány zpravidla skrze osoby, jež z dané oblasti pocházely a požívaly v ní autority. Stát tyto daňové výběrčí vybavil jen tak velkou mocí, aby si na jednu stranu byli schopni vynutit odevzdání daně, avšak na druhou stranu aby se nemohli postavit státní moci.
Tento systém fungoval, pokud byla centrální státní moc dostatečně silná. Když však došlo k jejímu oslabení a k decentralizaci Osmanské říše, moc výběrčích daní nenávratně vzrostla. Díky tomu se stali lokálními vládci, kteří peníze vybrané od zemědělců mnohem častěji než do rozvoje zemědělství investovali do budování soukromých armád, díky nimž mohli soupeřit s okolními výběrčími daní, nebo tento zisk vložili do výstavby svých soukromých rezidencí. Vzestup moci lokálních vládců navíc doprovázela korupce a represe vůči feláhům (usazenému zemědělskému obyvatelstvu).

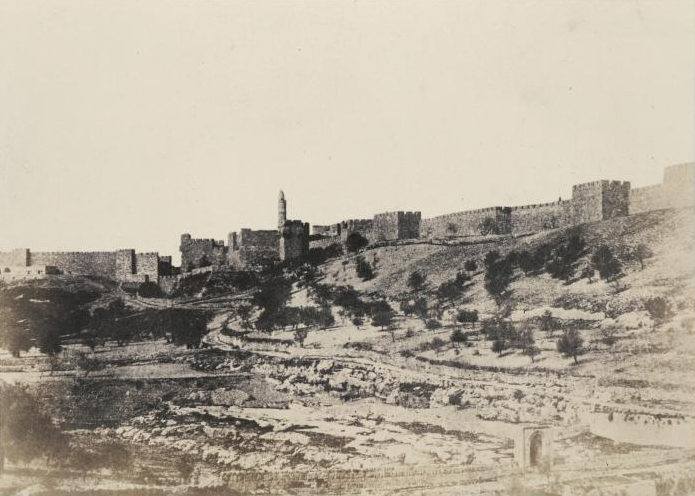
Jeruzalém (okolo roku 1856)

Již od konce 16. století tak byla oblast Palestiny opět stále neklidnější. O zemědělské zisky (ať už v naturáliích či mincích) se ucházely osoby delegované centrální státní správou, samovládci a náčelníci usazených i nomádských kmenů – všichni za pomoci ozbrojených přívrženců. Ačkoli zemědělské obyvatelstvo muselo platit daně dosahující až dvou třetin produkce, nedokázal stát na oplátku zajistit ani jednu ze svých základních funkcí, jíž je bezpečnost, a ukončit neustálé boje mezi soupeřícími skupinami či ochránit vesnice před plenícími nájezdy nomádů.
Vesničané dokázali přežít jen díky vzájemné spolupráci při obdělávání půdy a schopnosti zajistit společnou obranu. Nížiny a mírné svahy však bylo nesnadné před útočníky bránit, a lidé se proto z těchto oblastí stěhovali na bezpečnější místa – do měst či hornatých oblastí, kde se vesnice podobně jako v Horním Egyptě podobaly spíše pevnostem. Napoleonovo tažení do Palestiny roku 1799 pak vedlo jen k dalšímu vyčerpání země.
Francouzská expedice sice přinesla dočasnou spolupráci lokálních vládců a centrální osmanskou správou, po vytlačení Napoleonova vojska však vrtkavá součinnost skončila, takže kolotoč bojů mezi mocenskými skupinami pokračoval. V důsledku tohoto vývoje se nejúrodnější nížinaté oblasti proměnily v bažiny plné komárů a malárie, což činilo pozdější rekultivaci půdy velmi obtížnou. Až do konce 19. století a v některých případech až do poloviny 20. století zůstala opuštěna téměř všechna údolí: Chula, Kinrot, Bejt Še’an, Jizre’el či Zebulon, ale také velká část pobřeží Středozemního moře. Ani pohoří Karmel nebylo dostatečně bezpečným útočištěm, protože z okolních nížin přilétali komáři šířící malárii; Judská a Negevská poušť pro změnu poskytovaly omezené možnosti obživy.

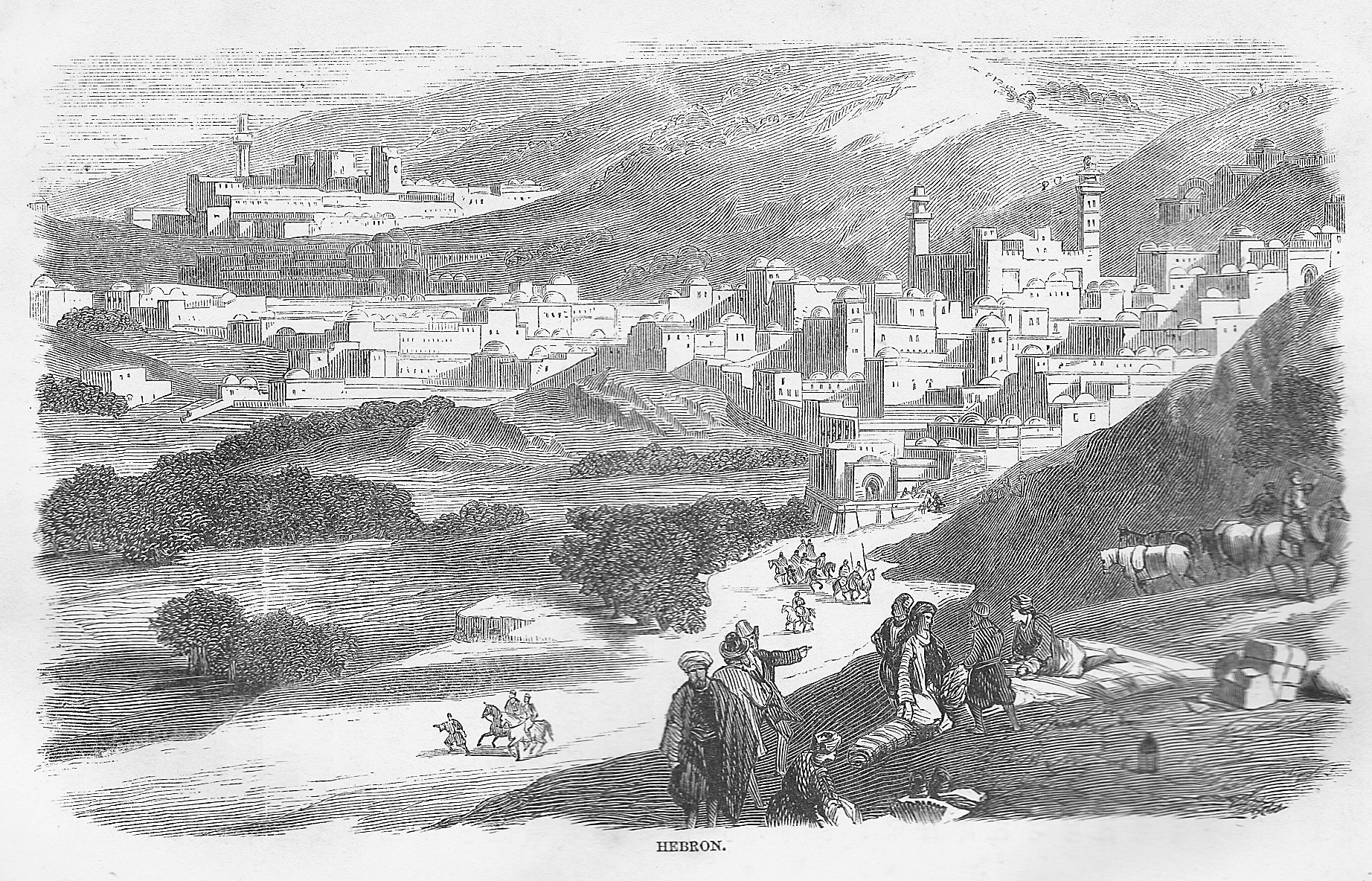
Hebron (před rokem 1859)

Relativně příhodnými podmínkami se proto vyznačovaly pouze hornaté oblasti v Galileji a na východě Palestiny, kam se přirozeně uchylovalo také židovské obyvatelstvo. Charakter židovstva v Palestině byl sefardský, což bylo dáno mj. velkou imigrační vlnou po vyhnání židů ze Španělska (hebrejsky Sfarad) a z Portugalska na konci 15. století. Židé komunikovali s okolím arabsky či turecky, mezi sebou však hovořili ladinem, židovským dialektem staré španělštiny. Od 17. století si palestinští židé volili rišon le-Cijon (doslova „předák Sionu“), hlavního rabína, který však až do roku 1842 požíval autority jen v rámci židovské komunity a nikoli před osmanskými úřady.
V prvních desetiletích 19. století sice začali do země přicházet také aškenázští židé (tj. židé pocházející ze střední a východní Evropy), ti však kvůli svému malému počtu přejímali orientální zvyky palestinského židovstva a podřizovali se autoritě sefardských rabínů. S rostoucím počtem aškenázských imigrantů se ovšem tato skupina stávala svébytnou, až si nakonec roku 1837 zbudovala svou vlastní synagogu Menachem Cijon.

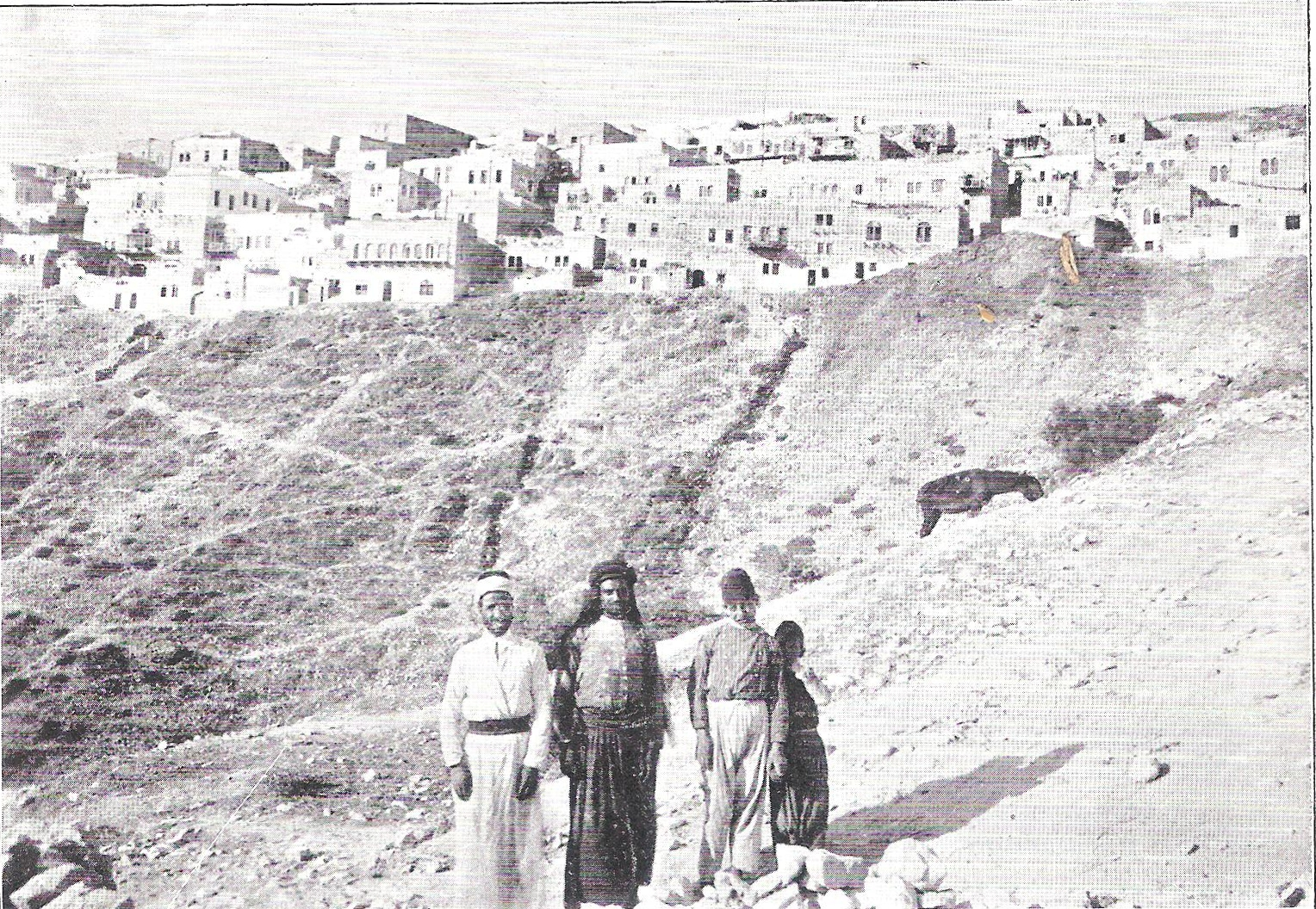
Safed (asi roku 1899)

Do roku 1860 nebyla v Palestině provedena dostatečná registrace obyvatelstva, takže až k tomuto datu jsme odkázáni na více či méně přesné odhady. Ještě ani několik desetiletí poté nejsou osmanské demografické údaje kompletní. Hrubý obraz o struktuře židovského obyvatelstva si z těchto odhadů nicméně udělat lze.
Židovská populace se na počátku 19. století odhaduje na 6 700 židů, zatímco celkovou populaci Palestiny odhady vyčíslují nejvýše na 300 000 obyvatel. Židovské obyvatelstvo tak tvořilo zhruba 2% menšinu, která ovšem nebyla rozptýlena po celé zemi, ale koncentrovala se v tzv. čtyřech svatých městech judaismu: v Jeruzalémě, Hebronu, Safedu a Tiberiadě. V těchto městech židé tvořili podstatnou část obyvatelstva.
Sionistická statistická příručka Davida Gureviche z roku 1930 uvádí, že roku 1834 žilo v Jeruzalémě 6 000 – 7 000 židů, v Safedu 2 500 a v Tiberiadě 600 židů. Další odhady, založené na dobových pramenech, jež Gurevich představil o deset let později, ukazují, že se jedná jen o velmi přibližná čísla: na základě jednoho zdroje se totiž dozvídáme, že roku 1820 žilo v Jeruzalémě 6 000 židů, druhý pramen uvádí pro rok 1832 pouze 4 000 jeruzalémských židů, zatímco třetí zdroj z roku 1840 se zmiňuje o 5 000 židech v tomto městě. Statistiky se i přes svou nejednotnost nicméně shodují v tom, že mimo čtyři svatá města bylo židovské osídlení vzácné.
Mezi čtyřmi svatými městy měl specifické postavení Safed v Horní Galileji, kam přicházeli zejména mysticky orientovaní židé, které přitahoval mimo jiné jen několik kilometrů vzdálený hrob Šim’ona bar Jochaje, jenž údajně sepsal Zohar, nejvýznamnější kabalistické dílo.
Židé spolu s křesťany zastávali zvláštní místo v nadregionálním obchodu. Muslimové vůči evropským kupcům vystupovali často nepřátelsky a občas je dokonce fyzicky napadali. Evropané proto museli při obchodování v Palestině využívat zprostředkovatelských služeb místních křesťanů a židů, kterým pak mnohdy poskytovaly ochranu evropské konzuláty. Z takových prostředníků se pak nezřídka stávali samostatní obchodníci.

### Egyptské dědictví

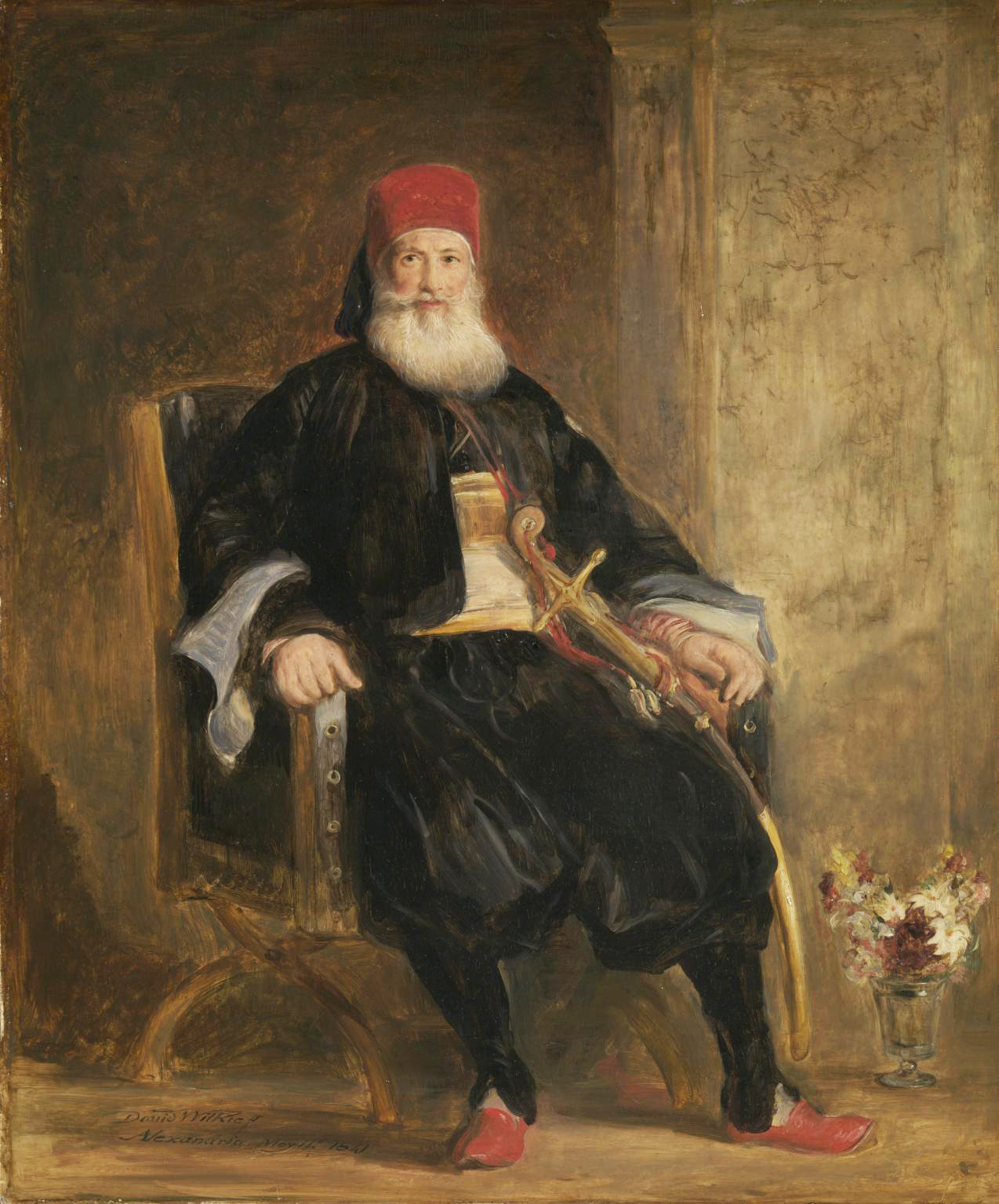
Muhammad Alí

S problémy se osmanská správa nepotýkala jen v Palestině. Příčinou potíží nebyla pouze odbojnost lokálních vládců, ale především boj mezi sultánem a janičáři, kteří znemožňovali zavádění nezbytných reforem. Tento zápas oslaboval moc centrální administrativy nejen v Palestině, ale také v Srbsku či Egyptě.
Již od poloviny 18. století se v Egyptě projevovalo úsilí o nezávislost na Osmanské říši. V roce 1798 sice Egypt obsadila francouzská vojska, roku 1801 je však vypudil osmanský vojevůdce Muhammad Alí, který využil Napoleonova vzoru civilní správy země. Několik let po svém jmenování egyptským guvernérem roku 1805 Alí nadále zachovával loajalitu, odváděl pravidelné daně a ještě ve 20. letech egyptská vojska pomáhala Osmanské říši potlačovat povstání v Řecku a Arábii.
Egyptský guvernér prosazoval reformy mnohem snáze než sultán Mahmut II. (1808–1839). Zatímco sultán roku 1826, kdy se mu konečně podařilo zlomit odpor janičářů, teprve začínal s reformou armády a státní správy, v Egyptě již několik let fungovaly továrny v evropském stylu, jež vybavily Alího armádu výzbrojí i výstrojí.
Muhammad Alí, o kterém se začalo hovořit jako o místokráli, mohl brzy využít nabyté převahy, když požadoval kompenzaci za svou pomoc proti řeckému povstání. Jakmile roku 1831 egyptské vojsko vedené Muhammadovým synem Ibrahímem, vtrhlo do Palestiny, nebyli Turci s to Egypťany zastavit. Pro Syropalestinu invaze zprvu znamenala válečné útrapy, velmi záhy se však ukázal přínos egyptské okupace. Po dlouhé době byla potlačena moc lokálních vládců a náčelníků a obnovena autorita centrální administrativy. Za pomoci egyptské armády se podařilo zkrotit a odzbrojit beduíny. Ačkoli dočasné soužení, způsobené válkou a zvyšováním daní, vyvolalo několik vážných povstání a odchod části feláhů z Palestiny (mj. do Ameriky), počet obyvatel neklesl díky novým egyptským přistěhovalcům. Tato výměna obyvatel nicméně znamenala jisté narušení tradičních sociálních vazeb.
Základní předpoklad ekonomického rozvoje, totiž bezpečnost, se však podařilo splnit. Karavany mohly relativně bezpečně procházet oblastmi, kde ještě před několika lety běžně kupce přepadávaly loupeživé bandy. Egyptská správa dokázala zaručit větší ochranu také evropským obchodníkům, kteří se předtím neodvažovali do některých měst vstupovat. Situace se nakonec zlepšila natolik, že se část obyvatel začala vracet z hor na úrodnou půdu. Export z Palestiny se tak mohl během let 1833–1838 zdvojnásobit. Všeobecný vzestup se samozřejmě projevil také zlepšením podmínek židovských obchodníků a řemeslníků.
Ve snaze získat na svou stranu evropské mocnosti se egyptská administrativa snažila odstranit diskriminaci nemuslimských menšin, což se projevilo například zřízením britského konzulátu v Jeruzalémě roku 1838 a tolerováním křesťanských misionářských aktivit. V případě židů se liberalizace projevila například roku 1834, kdy Muhammad Alí povolil sefardským židům rekonstruovat synagogu Rabiho Jochanana ben Zakkaje v Jeruzalémě, nebo když o tři roky později povolil aškenázským židům v tomtéž městě vystavět synagogu zcela novou.
Když se roku 1839 Turci pokusili Egypťany vytlačit, utrpěli u Nisibu drtivou porážku. Mahmut II. se několik dní poté upil k smrti. V krizovém okamžiku však zasáhly velmoci, jež upřednostňovaly slabou Osmanskou říši před jejím úplným zánikem. Nejdůraznější podporu vyjadřovala sultánovi Velká Británie, která se obávala rostoucího vlivu Francie, podporující Muhammada Alího, či nároků Rakouska a Ruska na části osmanského území. Londýnská konvence – dohoda britských, ruských, rakouských, pruských a osmanských delegátů z roku 1840, ostřelování Bejrútu britským loďstvem a vylodění britské námořní pěchoty v Bejrútu a Akku nakonec donutily egyptské vojsko k ústupu z Palestiny.
Osmanská říše v čele s novým sultánem Abdülmecitem zdědila v Syropalestině reformovaný správní a daňový systém. Konzervativní Osmané sice egyptské uspořádání přejali, dále však již v zavádění dalších potřebných změn nepokračovali, takže nové potenciálně efektivní uspořádání ustrnulo.

## Židé pod ochranou evropských konzulů (1840–1853)

### Periferie Osmanské říše
Roku 1840 byla Palestina pouhou periferií Osmanské říše. Ačkoli se sultánův ministr a později velkovezír Reşid horlivě zasazoval o reformu říše, většina změn se dotkla pouze okolí Konstantinopole a jen velmi omezeně Palestiny. Egyptská armáda opustila Syropalestinu kvůli tlaku velmocí; Osmanská říše zůstávala stále slabá, takže opět nedokázala v Palestině udržet Egypťany zavedený pořádek.
V této části země se navíc nenacházela ani jedna silnice a na kamenitých stezkách se vozíky nemohly uplatnit, veškerý náklad v rámci Palestiny byl proto transportován na hřbetech zvířat. Nadregionální obchod zajišťovaly buď karavany, jimž však na mnoha místech hrozilo nebezpečí loupeživého přepadu, nebo nákladní plachetnice, které ovšem neměly na pobřeží k dispozici žádný přístav. Plachetnice tedy kotvily na moři nedaleko od pobřeží a obchodníci museli náklad přepravovat na břeh loďkami.
V Palestině se tak obnovil starý začarovaný kruh. Země byla ničena vzájemnými boji klanů, daňové výnosy byly malé, a Palestina proto stála stranou zájmu centrálních úřadů, jež do ní vysílaly méně schopné paši. Protože pašové byli nekompetentní a úplatní, vstupovali do tohoto mocenského vakua náboženští činitelé (muftíové či kádíové), kteří kolem sebe vytvářeli skupiny stoupenců. Tyto kliky mezi sebou opět bojovaly, což vedlo k dalšímu plundrování země. Tento neblahý stav přetnula až krymská válka.
Třebaže z celkového pohledu reformní úsilí v Palestině neuspělo, dosáhlo zde alespoň některých dílčích změn. Jednou z nich byla proměna přístupu osmanských úřadů k menšinám, který se začal podobat relativně tolerantnímu postoji egyptské správy ve 30. letech. Liberálnější přístup se v případě židů projevil roku 1842 vydáním sultánského dekretu (tzv. firmanu). Tímto rozhodnutím panovník uznal sefardského rišon le-Cijon za oficiálního a jediného zástupce židovské komunity v Palestině, a dokonce jej vybavil jistými privilegii.
Zlomovým okamžikem pro židy v Palestině nebyl ani tak odchod egyptského vojska roku 1840, ani firman z roku 1842, ale spíše zemětřesení roku 1837. Tato přírodní katastrofa podstatně změnila charakter židovského osídlení – z poničeného Safedu a Tiberiady se většina židů přestěhovala do Jeruzaléma, čímž se židovstvo stalo nejsilnější náboženskou skupinou v tomto městě.
Povaha židovské populace se na počátku 40. let začala měnit také díky rozvoji dopravního spojení mezi Palestinou a Ruskem, které umožňovalo stále většímu počtu aškenázských židů emigrovat před represemi carského režimu. Většinu příchozích představovali starší lidé, kteří zamýšleli dožít svůj život ve Svaté zemi v modlitbách a náboženském studiu. Ruští imigranti utvořili v orientálním prostředí dosti odlišnou skupinu – nosili zcela jiné oblečení, mluvili svým dialektem hebrejštiny, drželi se jiných náboženských tradic a uznávali autoritu pouze vlastních aškenázských rabínů. Zatímco v dřívějších desetiletích se malý počet aškenázských židů zpravidla bez problémů přizpůsoboval sefardsko-orientálnímu okolí, nyní utvořili ruští imigranti svébytnou skupinu, jež se vůči sefardské většině vědomě vymezovala.
Nejednalo se však jen o rozpor dvou kultur, vznikající problém měl totiž také rovinu ekonomickou. Aškenázové přicházeli do Palestiny praktikovat „zbožný život“, náboženské studium jim ovšem sotva mohlo poskytnout obživu. Východoevropští židé se tudíž stali závislými na příspěvcích svých souvěrců, kteří zůstali v Evropě. Peníze se soustřeďovaly do fondů, které se nazývaly chaluka („rozdělování“) a jež byly organizovány podle země původu přistěhovalců. Každý fond spravovali tzv. kolelim, kteří tak spolu s rabíny skrze poskytování finančních dotací uplatňovali svůj vliv na palestinské aškenázské židy.
Nedávno oficiálně uznaný rišon le-Cijon se rozhodl nevnucovat aškenázské komunitě svou nejvyšší autoritu za každou cenu a jít spíše cestou vzájemné dohody. Tento přístup se nakonec Sefardům vyplatil – když v 50. letech 19. století začalo aškenázské obyvatelstvo na některých místech (například v Jeruzalémě) nad sefardským pomalu převažovat, respektovali Aškenázové pro změnu jejich zvyklosti. Celý proces se ovšem bez konfliktů neobešel.
Z důvodu nedostatečné registrace obyvatelstva v tomto období je možné v otázce velikosti populace a kvantitativního poměru sefardského a aškenázského židovstva učinit opět pouhé odhady. Statistický přehled vypracovaný Gurevichem uvádí, že roku 1845 žilo v Palestině asi 11 800 židů, přičemž Aškenázové tvořili třetinu z tohoto počtu. Proud ruských židů od 40. let byl dostatečně silný na to, aby přetvořil tvář palestinského židovského osídlení, nikoli však tak mohutný, aby až do 60. let nějak výrazněji změnil vztah mezi židy a muslimy v Palestině. Imigranti totiž do značné míry pouze doplňovali ztráty na židovském obyvatelstvu způsobené zemětřesením roku 1837, takže počet židovského obyvatelstva v Palestině až do poloviny 60. let nijak nápadně nevzrostl – ještě pro rok 1868 Gurevichova statistika vyčísluje počet palestinských židů zhruba na 12 000 lidí.

### Rostoucí zájem mocností

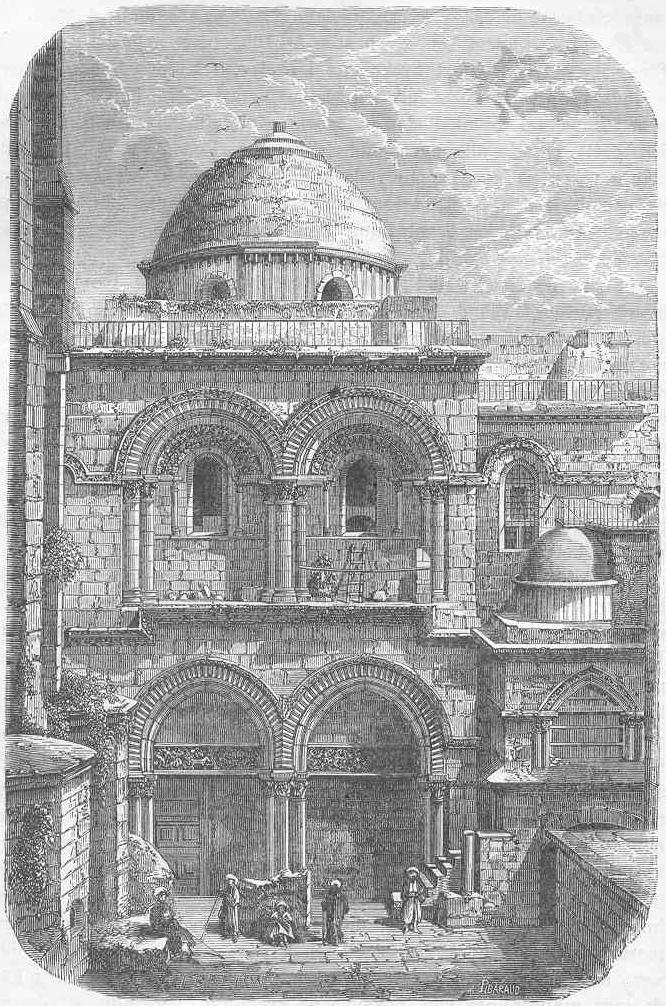
Bazilika Svatého hrobu

Zatímco v očích osmanské centrální správy zastávala Palestina pozici periferie, pro světové mocnosti se tato oblast stále více stávala prostředkem jak zasahovat do vnitřních záležitostí Osmanské říše. V roli zástupce zájmů římskokatolické menšiny respektovali Osmané Francii, která zůstávala až do počátku 19. století jejich tradičním spojencem; značně agresivnější bylo Ruské impérium, jež se zvláště po roce 1774 stavělo do role ochránce všech pravoslavných v Osmanské říši.
Na konci 30. let 19. století se podobnou strategii snažili uplatnit Britové. Britské zájmy se v Palestině prosazovaly ve dvou liniích – vládní a nevládní. Vládní linie se realizovala prostřednictvím činnosti britského konzulátu v Jeruzalémě, zřízeného roku 1838, zatímco nevládní linie se uskutečňovala skrze činnost misijních a charitativních organizací. Ideové zázemí obou proudů se vzájemně prolínalo, nicméně zjednodušeně lze konstatovat, že činnost britských vládních vyslanců vycházela z politických ambicí Británie, zatímco nevládní úsilí pramenilo z chiliastického konceptu „obnovy židovstva“.

#### Vládní linie
Jeruzalémský konzul především potřeboval najít skupinu obyvatelstva, jejíž zájmy by mohl zastupovat. K dispozici se nabízely dvě náboženské složky populace: protestanti a židé. První skupina nebyla v Palestině příliš početná, a protože misijní činnost mezi muslimy osmanské úřady přísně zakazovaly, zaměřili se Britové na židy. Za patronátu britského konzulátu vznikla společnost Church Missionary Society, jež si kladla za cíl zřídit anglikánské biskupství v Jeruzalémě, což se Británii nakonec roku 1842 díky spolupráci s Pruskem skutečně povedlo zrealizovat. První anglikánský biskup v Jeruzalémě Michael Solomon Alexander, židovský konvertita k anglikánství, však u židů sotva mohl získat respekt, natož dosáhnout jejich masové konverze k protestantismu. Samuel Gobat, jenž na biskupský stolec dosedl roku 1849, se proto rozhodl upustit od přesvědčování židů a zaměřil svou misijní aktivitu na pravoslavné obyvatele. Velká Británie se misionářského úsilí vůči židům téměř vzdala, v žádném případě si však nepřestala osobovat právo intervenovat do vnitřních otázek Osmanské říše jakožto jeden z „ochránců menšinových náboženských skupin“, konkrétně židů a protestantů.
Sefardská komunita zůstala vůči britské deklaraci o ochraně prozatím lhostejná. Pravomoci vyslanců ostatně nebyly nijak zvlášť velké. Mezi jejich hlavní činnosti patřilo zajišťování bezpečnosti rostoucímu počtu křesťanských poutníků vyjednáváním s beduínskými kmeny, pomoc okradeným krajanům a případně zastupování svých chráněnců v soudních sporech. V průběhu 40. let začali konzulové uplatňovat jurisdikci nad občany svého státu, což se však sefardských židů jakožto subjektu osmanského práva prakticky netýkalo.
Sefardy ovšem zaujaly dvě oblasti činnosti konzulů, které s „ochranou menšin“ nesouvisely. Ve snaze zajistit sobě a vládě svého státu informace o poměrech v Palestině si vyslanci vytvářeli síť korespondentů, jimiž byli krom arabských křesťanů často také židé. Výhodou pro dopisovatele byla možnost po nějakém čase získat za věrné služby evropský pas, a přejít tak pod konzulární jurisdikci a vyhnout se placení daní Osmanské říši. Druhý okruh aktivit se týkal obchodních výsad, jichž konzulové požívali. Význam mělo nejen zapojení židů do obchodů konzulů, nýbrž také například britský dovoz vinných hroznů, z nichž si židé vyráběli víno; muslimští zemědělci totiž kvůli náboženskému zákazu konzumace alkoholu nebyli motivováni víno pěstovat.
Aškenázských židů se ochranitelská role evropských mocností dotýkala mnohem zásadněji. Většina aškenázských imigrantů pocházela z Ruského impéria, jež jim vystavilo pasy s platností jednoho roku pro vykonání poutě do Svaté země. Jenže židé neměli v úmyslu se do Ruska vracet zpět, čímž se dostávali do zvláštní situace – osmanské úřady je považovaly za cizince a upíraly jim mnohá práva (například zákup pozemku), navíc po uplynutí jednoho roku se Aškenázové ocitali bez právní ochrany ruského konzulátu. Ačkoli ruský konzulát žádosti o prodloužení platnosti pasu zpravidla vyřizoval kladně, žili aškenázští židé v permanentní nejistotě, protože Rusko mělo v Palestině svých pravoslavných chráněnců dostatek a židy ke své mocenské politice příliš nepotřebovalo.
Ruské úřady se nakonec roku 1847 rozhodly zbavit se svých židů a postoupit je britskému konzulátu. V pozadí tohoto kroku byla také snaha zavázat si Brity, pro něž nárůst počtu osob, jejichž zájmy měl britský konzulát v Palestině hájit, znamenal také větší důvod pro vměšování se do osmanských záležitostí. Britský vyslanec o těchto politických výhodách věděl, a ruskou nabídku proto přijal. Mocnosti uzavřely dohodu tajně a přechod židů pod britskou ochranu se měl odehrát jakoby samovolně, aby si konzulové nemuseli vyžádat souhlas osmanských úřadů s tímto transferem. Ačkoli tato „předávka“ byla výhodná i pro samotné aškenázské židy, realizace dohody byla vůči nim bezohledná – ruský konzulát roku 1849 bez jakékoli zmínky o Velké Británii aškenázským židům v Palestině sdělil, že jim již nebude prodlužovat platnost pasů a že Rusům bez platných pasů neposkytne ochranu. Zděšení rabíni se přirozeně obrátili na britského konzula, který deklaroval „ochranu židovské menšiny“ a ruských židů bez státního občanství se ochotně „ujal“.

#### Nevládní linie
Nevládní linie britských zájmů v Palestině vycházela z tehdejšího milleniarismu či chiliasmu, tedy mesiášského náboženského proudu, jenž očekával brzký příchod mesiáše, který měla předznamenávat různá „znamení času“. Takovou předzvěst milleniaristé spatřovali například v pádu moci papeže či sultána. Dalším znamením měl být návrat židů do Palestiny a jejich konverze ke křesťanství. Ve snaze urychlit mesiášskou dobu se pak milleniaristé snažili nalákat židy k přestěhování do Palestiny, což ovšem mimo jiné znamenalo zasadit se o zlepšení životních podmínek židů v této oblasti.
Nejdůležitější organizací vycházející z chiliasmu se v Palestině stala Society for Promoting Christianity Among the Jews (známá též jako London Jews’ Society, založená roku 1809 v Británii). Tato společnost si povšimla zejména špatné úrovně zdravotní péče mezi židy. Jeruzalémští židé sice provozovali vlastní nemocnici, její lékaři ovšem nedisponovali téměř žádnými odbornými znalostmi. London Jews’ Society proto roku 1844 otevřela na svazích hory Sijon nemocnici, v níž působili lékaři vzdělaní v Británii a v které byla zřízena dokonce košer kuchyň, aby se židé mohli v nemocnici stravovat. Organizace rovněž zakládala sekulární školy, na něž byli odkázáni ti židé, kteří chtěli dosáhnout světského vzdělání, neboť židovské školy odmítaly vyučovat jiné než náboženské předměty. Židovští představitelé se proti činnosti společnosti přirozeně ohradili a vydali prohlášení, v němž židům pod hrozbou exkomunikace a dalších sankcí zakazovali do nemocnice vstupovat nebo jí poskytovat košer potraviny. Židé se pohrůžky zprvu ulekli, brzy se však v nemocnici opět nechávali léčit, a dokonce pro ni pracovali.
Do „Svaté země“ přicházeli v následujících desetiletích například milleniarističtí misionáři ze Spojených států amerických. Zázemí amerických misionářských společností však lze srovnávat se zázemím London Jews’ Society jen velmi zřídka. Americké misie představovaly zpravidla čerstvě založené společnosti individuálního rázu, takže misie amerických protestantů v Palestině lze charakterizovat spíše jako „romantický výlet“ vizionářů do Palestiny.

## Růst jišuvu a snaha o soběstačnost (1853–1881)

### Krymská válka
Neefektivnost osmanského reformního hnutí vedla Rusko k přesvědčení, že Osmanská říše je „nevyléčitelně nemocná“, a několikrát jednalo s Rakouskem o jejím rozdělení. Od roku 1849 se napětí stupňovalo zejména na Balkáně a v Úžinách, bezprostřední příčinou války se však stala tzv. „bitva o klíče“. Jednalo se o dlouhodobé neshody mezi katolíky a pravoslavnými, v jehož centru stála záležitost vlastnictví klíčů ke křesťanským svatým místům a otázka, kdo a kdy bude v těchto svatyních sloužit bohoslužby. Spor se vyhrotil, když si francouzský velvyslanec v Istanbulu stěžoval na to, že pravoslavní mniši pod ochranou Ruska vyhánějí ze svatých míst katolíky. I přes snahu Osmanů o nalezení kompromisu se konflikt dále vyostřoval, až nakonec propukl v krymskou válku (1853–1856), do níž se zapojila i Británie, kterou ruské úvahy o dělení Osmanské říše děsily.

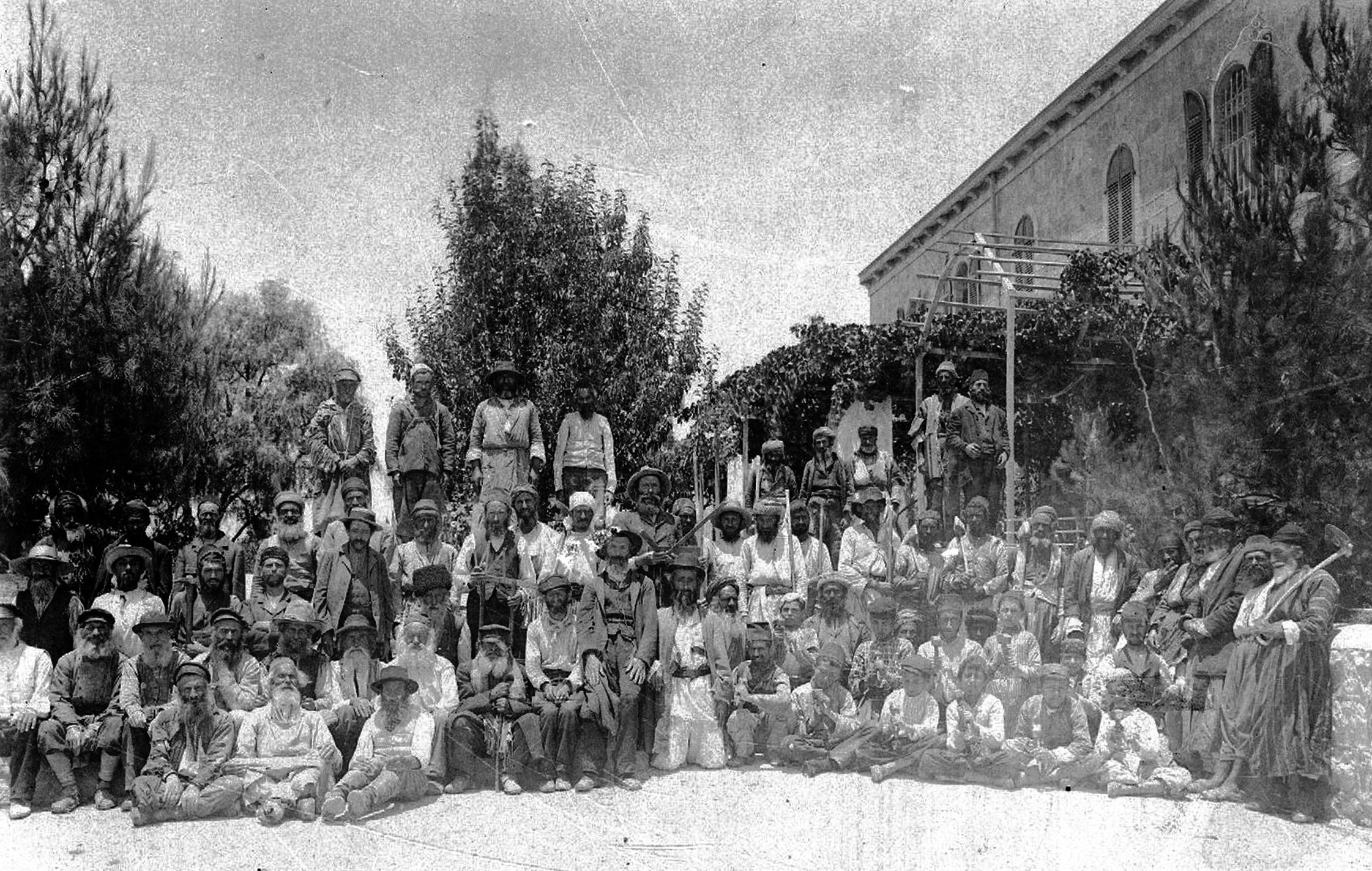
Židé pracující na vinici Kerem Avraham

Boje se sice odehrávaly daleko od Palestiny, přesto měly vážné důsledky i pro tuto oblast. Vojenské posádky se přesunuly na bojiště, takže osmanské úřady ztratily veškerou kontrolu nad řáděním beduínů a místních vládců, kteří se odvažovali plenit i bezprostřední okolí Jeruzaléma. Totálnímu chaosu zabránil jen zásah evropských konzulů v Palestině (největší aktivitu vyvinul britský konzul James Finn), kteří odbojné náčelníky zastrašili hrozbou intervence evropského vojska.
Pro aškenázské obyvatelstvo měla válka ještě jeden mnohem drastičtější důsledek, neboť je odřízla od zdrojů chaluky. Nedostatek finančních prostředků náhle donutil mnohé aškenázské židy opustit svůj dosavadní „zbožný život“ a najít si činnost, jež by je uživila. Leckdy nerespektovali zákazy svých rabínů a nechávali se zaměstnat u misijních společností, často zaštiťovaných britským konzulátem. Například roku 1855 pracovalo pro London Jews’ Society na vinici Kerem Avraham poblíž Jeruzaléma 650 židovských mužů. Práce u misijních organizací se netýkala jen aškenázských židů, nýbrž také sefardských – například organizace Sarah Society, kterou založila manželka britského konzula Elisabeth Anna Finnová, poskytovala přímo v Jeruzalémě obživu asi 150 sefardským židovkám. Misionáři samozřejmě usilovali o konverzi židů ke křesťanství (což byl přirozeně hlavní důvod nevole rabínů), o dosažení tohoto cíle se však snažili mírnými prostředky a mysleli si, že židé konvertují pod dojmem jejich dobrodiní. Domněnka, že zbožní aškenázští židé snadno opustí svou víru, se ovšem znovu ukázala být víc než naivní. Úsilí misionářů nepomohla ani vstřícnost, jež se projevovala například poskytováním košer stravy a respektováním dnů židovských svátků.

### Fenomén Montefiore

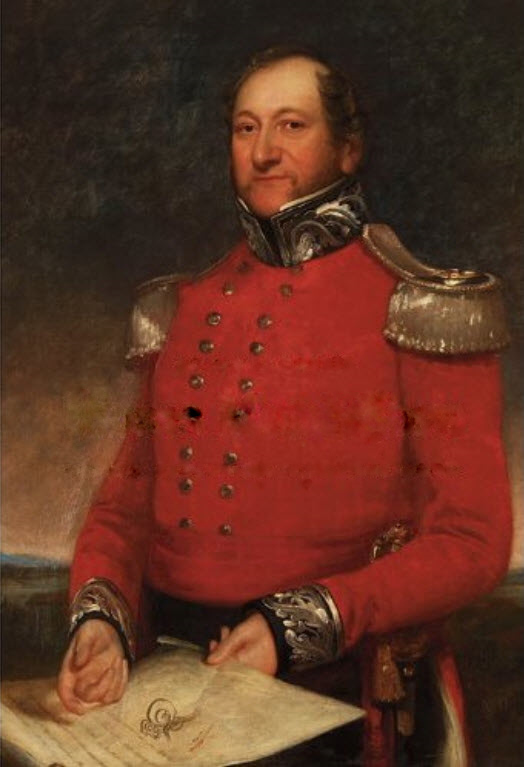
Moses Montefiore

Rabíni se ovšem nadále obávali, že by se židé přece jen mohli ke křesťanství obrátit. Zároveň také věděli, že své hrozby vůči neposlušným věřícím nemohou realizovat, protože exkomunikovat židy zoufale hledající obživu by bylo dosti nespravedlivé. To nakonec vedlo tehdejšího rišona le-Cijon Jakoba Kovo k tomu, že se již několik měsíců po vypuknutí krymské války vydal na cestu, aby získal finanční prostředky, které by nahradily chaluku z Ruska. Ačkoli Kovo při této pouti zemřel, jeho čin přinesl výsledky – do Palestiny začaly proudit peníze od židovských komunit v Británii, ve Francii, v Rakousku i ve Spojených státech amerických.
Roli nejvýznamnějšího západoevropského mecenáše zaujal britský žid Moses Montefiore. Jeho dar ovšem neměl charakter východoevropské chaluky; Montefiore měl hluboké výhrady vůči závislosti jišuvu na zahraniční pomoci. Proto když roku 1855 připlul do Palestiny, začal budovat zařízení, která měla zajistit ekonomickou soběstačnost místního židovstva. Na vnější jihozápadní straně jeruzalémských hradeb nechal postavit mlýn (ten se později stal symbolem nové éry starého jišuvu) a obytné budovy pro židy, kteří se měli naučit farmářství. Tak vznikl základ Miškenot Še'ananim (doslova „Obydlí Poklidu“), vůbec první jeruzalémské židovské čtvrti mimo přelidněné Staré Město. Oblast za hradbami Jeruzaléma však v této době ještě nebyla bezpečná, a tak se jen obtížně podařilo najít odvážlivce, kteří by se v nové čtvrti usídlili. I ti však často „podváděli“ – ve dne žili v Miškenot Še’ananim, avšak v noci se uchylovali do bezpečí jeruzalémských hradeb.

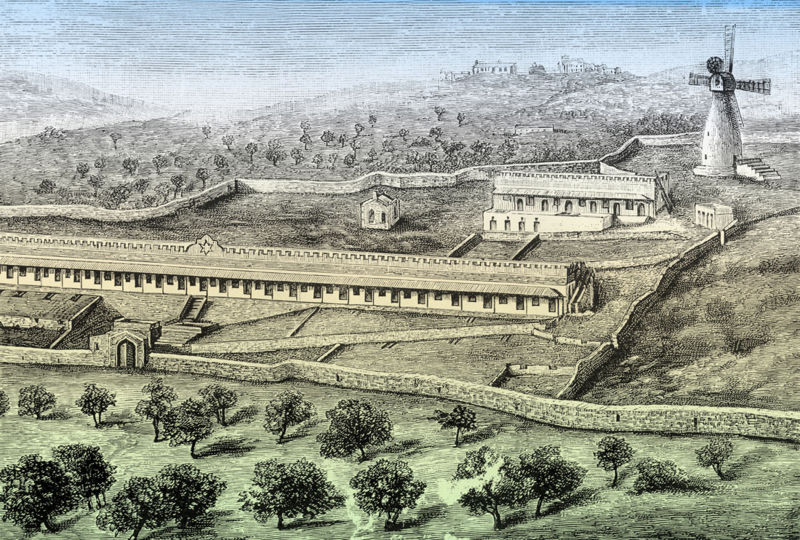
Miškenot Še'ananim

Nezůstalo jen u farmářských budov a manufaktur. Montefiore rovněž zařídil výstavbu jeruzalémské židovské nemocnice Misgav Ladach, která měla konkurovat misijním zdravotnickým zařízením. Zřízením škol, v nichž se vyučovaly také sekulární předměty, si sice rozhněval aškenázské rabíny, kteří měli neblahé zkušenosti se sekularizujícím židovským osvícenským hnutím zvaným haskala, dokázal si je však znovu naklonit, když u sultána získal firman povolující aškenázským židům vybudovat si v Jeruzalémě synagogu. Její výstavba probíhala do roku 1864 na místě, kde se od počátku 18. století nacházely trosky nedostavěné synagogy, takže ačkoli se oficiálně jmenovala Bejt Ja’akov („Dům Jákobův“), byla známá jako Churva („Ruina“).
Montefiore nebyl zdaleka jediným mecenášem palestinských židů. Již během krymské války podporovali další dárci výstavbu škol (například vídeňský žid Ludwig August Fränkel) a také zmíněnou nemocnici Misgav Ladach financovala především rodina Rothschildů. Avšak byl to právě Montefiore, kdo udal palestinskému židovstvu nový směr.

### Rozrůstání židovského osídlení
V následujících desetiletích se židovské osídlení dále rozrůstalo, a to zejména v Jeruzalémě, kam směřovala velká část židovských přistěhovalců. Ještě během krymské války osmanské zákony neumožňovaly cizincům koupi pozemků. V tomto vojenském konfliktu se však znovu projevila slabost Osmanské říše (ruská flotila během jedné akce zničila celé osmanské loďstvo), kterou zachránil jen vojenský zásah Británie a Francie. Neměl-li „nemocný muž na Bosporu“ „zemřít“, muselo se osmanské reformní úsilí ještě více zintenzivnit. Odhodlání k reformám se projevilo v únoru 1856 vydáním sultánského dekretu Hatt-i-Hümayun, jenž vyhlásil rovnoprávnost muslimů a nemuslimů. To znamenalo mimo jiné i to, že výpovědi nemuslimských svědků při soudním jednání začaly být přijímány jako plnohodnotné nebo že se zrušila daň z hlavy, kterou museli nemuslimové dlouhá staletí muslimským vládcům platit. Pro rozvoj palestinského osídlení se ukázalo jako důležité také přiznání práva cizinců na zakupování nemovitostí.
Před rokem 1856 si ke koupi pozemků cizinec musel vyžádat firman (jak to učinil například Montefiore), nebo si mohl půdu zakoupit prostřednictvím nějakého muslima – vlastnické právo cizince pak ovšem v takovém případě bylo dosti vratké. Hatt-i-Hümayun tedy nesmírně usnadnil konzulátům a židovským imigrantům zakupování pozemků a výstavbu nových budov.

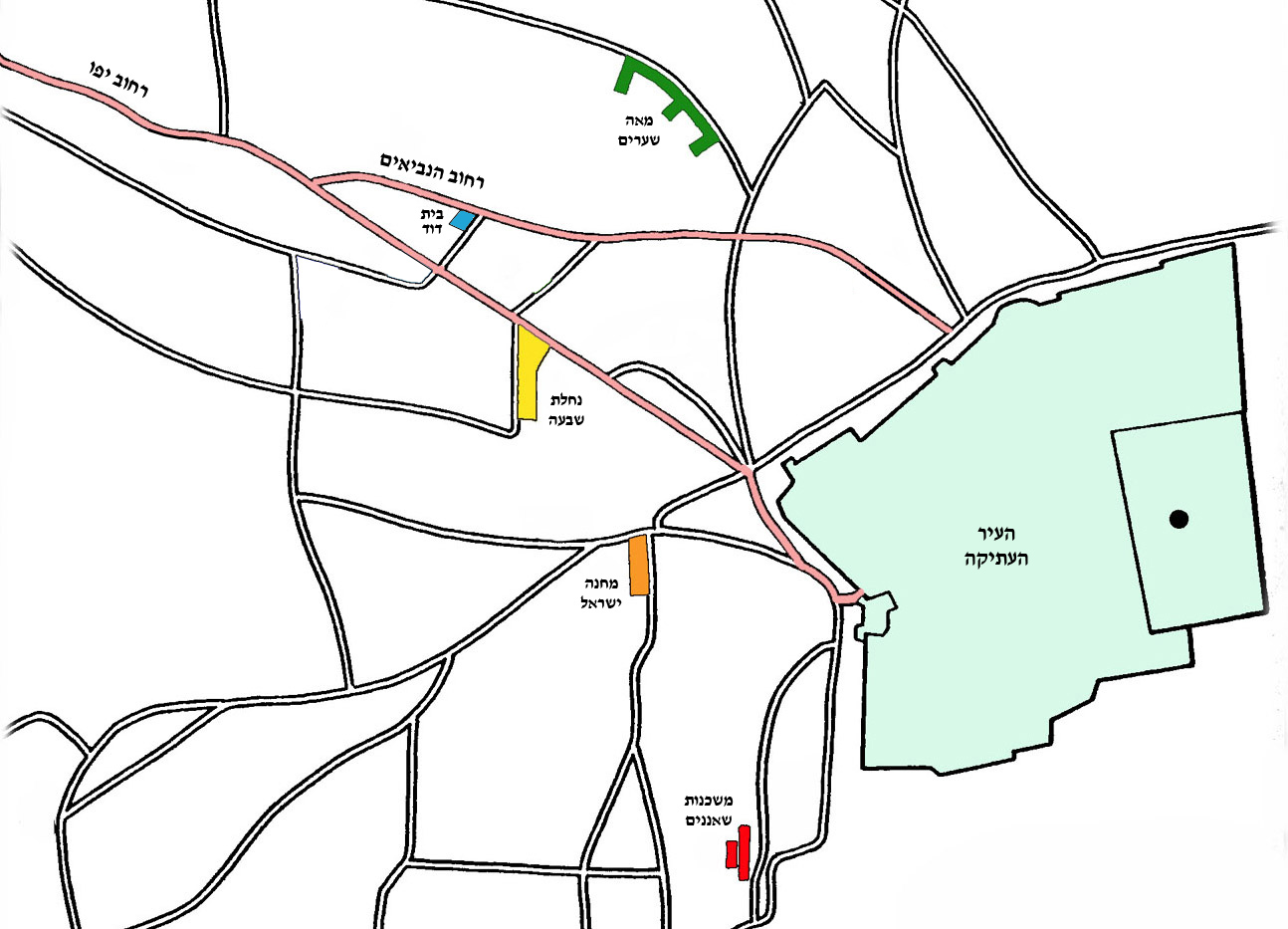
Prvních pět židovských čtvrtí za hradbami jeruzalémského Starého Města

Růst palestinské populace začal v 60. letech výrazně zrychlovat. V letech 1800–1860, tedy během šedesáti let, vzrostl počet obyvatel asi o 100 000 (z 275 na 369 tisíc); dalších 100 000 obyvatel však od roku 1860 přibylo během pouhých dvaceti let (roku 1880 čítalo palestinské obyvatelstvo asi 470 tisíc lidí). Tento trend se zejména díky aškenázským imigrantům týkal i židovského obyvatelstva – pro rok 1868 uvádí odhady pro toto území 12 000 židovských obyvatel, roku 1880 je to však již zhruba 25 000 židů. Většina židů žila v tomto období v Jeruzalémě a i zde jejich počet rostl – roku 1860 žilo v tomto městě přibližně 6 000 židů, roku 1865 asi 9 000 a roku 1876 již téměř 14 000.
Růst obyvatelstva přinesl potíže zejména v Jeruzalémě, v jehož okolí ještě v 60. letech hrozilo zejména v noci nebezpečí přepadu. Bydlet za hradbami se odvážili pouze konzulové a jejich chráněnci, na něž si loupeživé bandy nedovolily, a židé v Miškenot Še’ananim, kteří často přespávali uvnitř hradeb. Rostoucí přelidněnost Jeruzaléma ve spojení s nedostatkem čisté vody nakonec roku 1866 vedla k propuknutí epidemie, která značnému počtu lidí přinesla smrt. Miškenot Še’ananim ovšem epidemie nezasáhla a tento fakt podnítil zejména židy a křesťanské cizince k „útěku z hradeb“.
Když roku 1867 dorazili do Jeruzaléma židovští imigranti ze severní Afriky, již se ani v přeplněných hradbách neusidlovali; rovnou si koupili půdu za hradbami města a během jednoho roku vybudovali základ druhé židovské čtvrti, Machane Jisra'el („Tábor Izraele“). Roku 1869 je pak následovalo sedm jeruzalémských židovských rodin, jež založily třetí židovskou čtvrť za hradbami města a nazvaly ji Nachalat Šiv'a („Dědictví Sedmi“). Vznik čtvrti Bejt David („Dům Davidův“) roku 1872 finančně podpořil rabi David ben-Šimon. V první polovině 70. let se bezpečnostní situace za hradbami Jeruzaléma zlepšila natolik, že se na noc přestaly zavírat jeho hradby, což podněcovalo stále více židů k přestěhování mimo Staré Město. Z fondů chaluky si asi 140 rodin začalo roku 1874 stavět komplex Me'a Še'arim (název vychází z biblického verše, který se četl v den založení čtvrti: „Izák začal v té zemi sít a sklidil toho roku stonásobně [me’a še‘arim]; tak mu Hospodin požehnal.“ – Gn 26,12). V následujících šesti letech následovalo založení ještě dalších čtyř čtvrtí: Even Jisra'el („Kámen Izraele“, 1875), Miškenot Jisra'el („Obydlí Izraele“, 1875), chasidská Kirja Ne'emana („Věrná Čtvrť“, 1877) a Bejt Ja'akov („Dům Jákobův“, 1877). I přes expanzi Jeruzaléma za hradby počet židovských obyvatel ve Starém Městě rostl – roku 1880 v něm bydlelo asi 16 000 židů, zatímco za hradbami žily asi 2 000 židů.
Po roce 1877 výstavba na několik let ustala. I přes Montefioreho snahu se totiž v ekonomicky soběstačnou proměnila jen část starého jišuvu, takže i po dvaceti letech od postavení větrného mlýna v Miškenot Še’ananim zahraniční židé nezřídka kritizovali palestinské židovstvo a zdráhali se této „bandě povalečů“ poskytovat další příspěvky. Roku 1877 navíc vypukla další válka mezi Ruskem a Osmanskou říší, což opět znamenalo přerušení chaluky z Ruska. Tyto okolnosti vedly roku 1878 skupinku jeruzalémských židů k nepříliš úspěšnému pokusu o založení „produktivní“ osady Petach Tikva („Brána Naděje“). Oživení výstavby přišlo až v letech 1881–1882 v důsledku masivního sionistického přistěhovalectví.

### Diferenciace jišuvu
Růst židovské populace přinášel rovněž rozrůzňování jišuvu. Tento proces v sobě nesl dva aspekty. Prvním bylo pozvolné nabývání početní převahy aškenázských židů nad sefardskými od poloviny 50. let 19. století a zintenzivňující se snaha o autonomii. Druhý faktor pak představovala diferenciace aškenázského židovstva samotného.
Když Aškenázové začali získávat početní převahu, autorita rišon le-Cijon u této části obyvatelstva citelně oslabovala. To se nejmarkantněji ukázalo při soudních sporech mezi aškenázskými židy. Problém tkvěl v tom, že osmanské úřady stále uznávaly jako jediného oficiálního představitele židů pouze vrchního sefardského rabína, jenž předsedal sefardskému rabínskému soudu. Výroky případného aškenázského rabínského soudu tudíž neměly oficiální platnost. Jelikož se aškenázští židé nechtěli podřizovat Sefardům, využili toho, že jakožto cizinci požívali právní ochrany konzulátů; nezřídka se navíc jeden člověk odvolával na ochranu dvou i více konzulátů. Často tak nastával zapeklitý spor o to, který z konzulů bude tu kterou soudní při vůbec rozhodovat. Obcházení sefardského rabinátu si rišon le-Cijon nehodlal nechat líbit a při jednom sporu roku 1861 přistoupil k exkomunikaci žida, jenž podal žalobu k britskému konzulátnímu soudu. Vrchnímu sefardskému rabínovi se však tímto podařilo dosáhnout roku 1862 odvolání britského konzula Jamese Finna po sedmnácti letech v úřadě – aškenázští židé ovšem i nadále často upřednostňovali autoritu konzulů před rišon le-Cijon.
Do dalšího ostrého sporu se zapojily i osmanské úřady; tentokrát se jednalo o otázku rituální porážky zvířat. Aškenázští židé totiž dodržovali přísnější předpisy, jež vyžadovaly větší zručnost při tomto úkonu. Sefardští řezníci přísnějším pravidlům nevyhovovali, a tak si Aškenázové poráželi zvířata sami. Potíž spočívala v tom, že rituální řezníci museli mít licenci a za každou obřadní porážku se musel odvádět poplatek sefardskému rabinátu a osmanským úřadům. Aškenázští řezníci ovšem pracovali bez oficiálního povolení, sefardský rabinát tudíž přicházel o významný zdroj financí. Rišon le-Cijon se opět pokusil bránit autoritu svého úřadu a své finanční nároky a na celou záležitost roku 1866 upozornil osmanské úřady, kterým nelicencované porážky rovněž přinášely zmenšení daňových příjmů. Aškenázové požádali o pomoc konzuláty, které toho však příliš nezmohly, neboť jeruzalémský paša se odvolal na to, že výlučná pozice vrchního sefardského rabína vyplývá z firmanu, jenž může změnit pouze sultán. Problém tak zůstal nevyřešen až do roku 1873, kdy jeruzalémský starosta, nerespektující příliš centrální vládu v Istanbulu, uvalil na aškenázské rituální porážky pouze obecní daň a nový rišon le-Cijon se rozhodl ve sporu dále nepokračovat.
Ani samotní aškenázští židé nicméně nebyli jednotní. Přicházeli do Palestiny z různých zemí a každá skupina židů z jedné země si organizovala svůj vlastní kolel (orgán spravující chaluku). V 60. letech 19. století tak existovalo celkem šestnáct kolelů. Aškenázové se snažili kolely sjednotit, a vytvořili proto zastřešující instituci Kneset Jisra'el („Shromáždění Izraele“), jednotlivé kolely si však i nadále ponechaly značnou autonomii.
Aškenázští imigranti si s sebou nadto přinášeli rozpory ze své domoviny. Část aškenázských přistěhovalců byli chasidé. Roku 1808 do Palestiny přišla skupina mitnagdim („odpůrci“, oni sami používali jemnější výraz perušim – „oddělení“), jež se stavěla do opozice vůči chasidismu. Postupem času se obě společenství do značné míry dokázala přenést přes názorové rozdíly v rámci tzv. ultraortodoxního judaismu (někdy se užívá také označení charedim, tedy „ti, kteří jsou v bázni [před Bohem]“), tento smír však byl spíše obrannou reakcí vůči postupující sekularizaci židovstva ve 20. století. Tendence k sekularizaci spatřovali pobouření rabíni v 19. století zejména u maskilim, tedy u stoupenců židovského osvícenství, kteří například do židovského školství zaváděli výuku sekulárních předmětů. Jednotlivé skupiny si dle svých možností budovaly své synagogy a vzdělávací instituce. Jednotné nebylo koneckonců ani sefardské židovstvo, a to zejména po imigraci severoafrických, gruzínských, perských či syrských židů.

## Interpretace „starého jišuvu“
Palestina tvořila v 19. století součást Osmanské říše, o jejímž „úpadku“ mluví ve své publikaci například Alan Palmer, ačkoli badatelé jako například Roger Owen, kteří zkoumali osmanskou ekonomiku důkladněji, hovoří prostě jen o pomalejším hospodářském vzestupu ve srovnání s Evropou. Podobný rozpor lze najít i v případě židovského osídlení Palestiny. Howard Sachar se ve své knize o dějinách státu Izrael vyjadřuje o „starém jišuvu“ jako o „spícím jišuvu“, jenž se „probudil“ až s počátkem masivní sionistické imigrace roku 1881. Takovou charakteristiku však autoři zabývající se „starým jišuvem“ hlouběji, kupříkladu Arnold Blumberg, odmítají přijmout. Blumberg zavrhuje názor, že „starý jišuv“ se nechal pasivně zneužívat osmanskými vládci a cizími křesťanskými konzuly-ochránci. Naopak zdůrazňuje, že palestinští židé se výborně naučili manipulovat evropskými konzuly, aby dosáhli svých cílů. Jediným kritériem dynamiky se podle něj nesmí stát míra ekonomického a demografického růstu, protože pokud srovnáme „starý“ a „nový jišuv“ pouze z tohoto hlediska, pak mnohem pomalejší rozvoj „starého jišuvu“ skutečně „spánkem“ nazvat lze. Existují však i jiná kritéria (například schopnost vycházet s místním obyvatelstvem, s osmanskými úřady či s konzuly), jež dodávají „starému jišuvu“ vlastní hodnotu, dynamiku a různorodost.